# Медична культура
Медична культура — частина світової культури людства, гармонійна система наукових і позанаукових знань, соціальних та біомедичних технологій, які спрямовані на збереження життя та поліпшення здоров'я людини та людства.
Медична культура є соціально сконструйованим світом хвороб, лікування та зцілення, яка відрізняється в залежності від національного та місцевого контекстів. 
Медична культура стосується спільних цінностей, переконань, практик та соціальних структур у сфері охорони здоров'я.
Медична культура включає технічні аспекти медицини, а також соціальні, етичні та організаційні виміри.
Висока духовність та висока медична культура дозволяють людині виходити зі складних життєвих обставин, повертатися до активного способу життя після важких травм чи хвороб. 
Уявлення про те, що є хворобою та що є захворюванням є культурними конструктами.